# Canon de 32 livres
Un canon de 32 livres (en anglais : 32-pounders long gun) est un canon tirant des boulets de 32 livres, armant les plus gros vaisseaux de ligne anglais puis britanniques et les batteries côtières, du XVIIe siècle au milieu du XIXe siècle.
Le calibre de ce canon est exprimé à partir de la masse du boulet, 32 livres étant égal à 14,5 kilogrammes, ce qui correspond à un diamètre de 154 mm (6 inches).

## Emploi

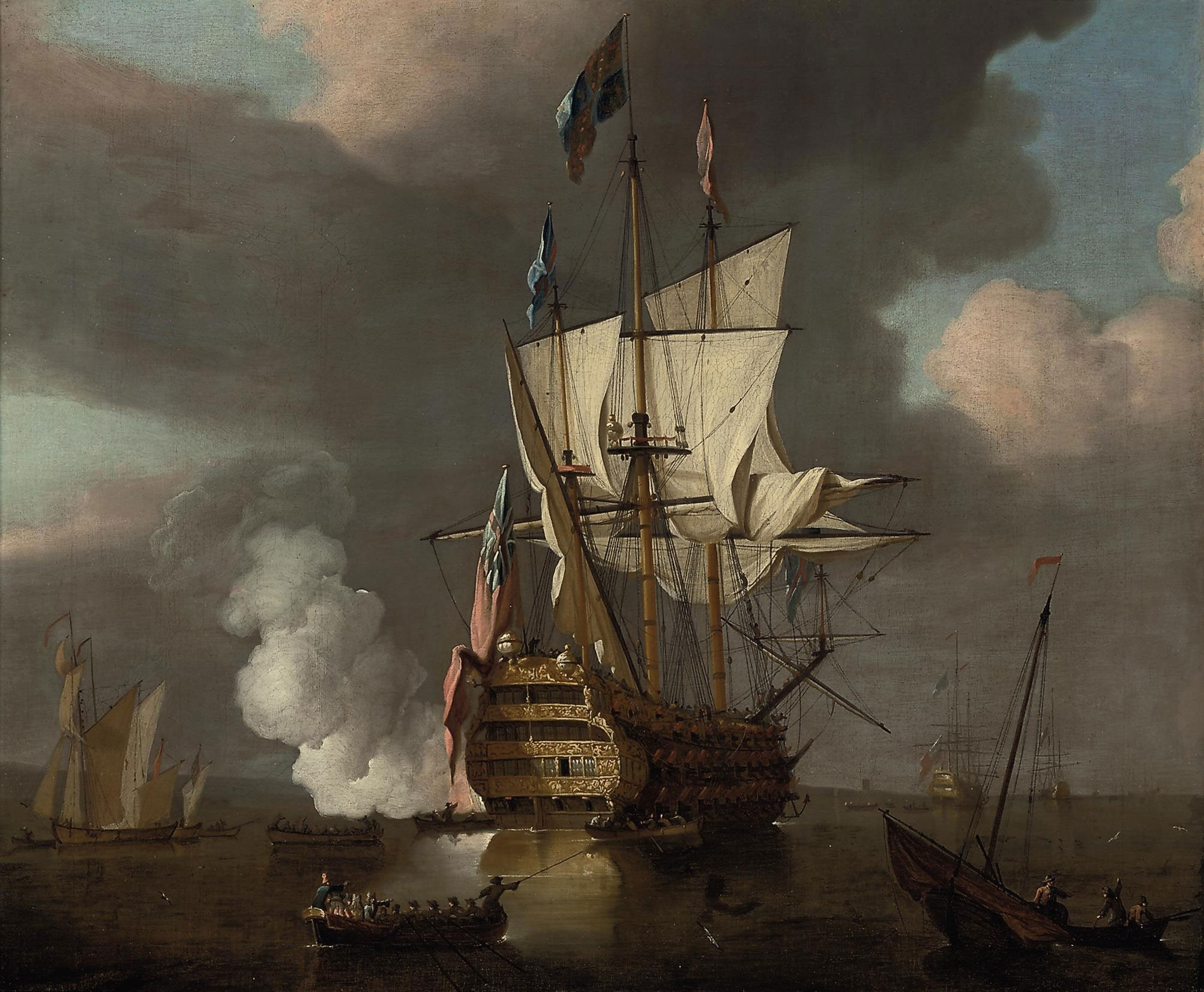
Peter Monamy, The flagship saluting at the Nore. Ce vaisseau amiral a sa batterie basse armée de canons de 42 et de 32 livres.

Le canon de 32 livres arme les plus puissantes unités anglaises puis britanniques (les autres calibres étant ceux de 24, 18, 12, 9 et 6 livres). Si quelques vaisseaux ont été armés avec des pièces de 42 livres (par exemple le HMS Sovereign of the Seas lancé en 1637), le canon de 32 est en général le plus gros calibre à bord des vaisseaux de troisième, deuxième et premier rangs de la Royal Navy.

## Caractéristiques
Une pièce d'artillerie de 32 livres pèse 3,5 tonnes, dont 2,7 pour le canon lui-même et 750 kg pour son affût.
La livre française, ou « livre de poids de marc » correspondant à 489,5 grammes, est un peu plus importante que celle britannique (appelée « livre avoirdupois »), de 453,6 grammes. Un boulet anglais de 32 livres correspond donc à 14,515 kilogrammes, soit l'équivalent de 29,6 livres françaises.

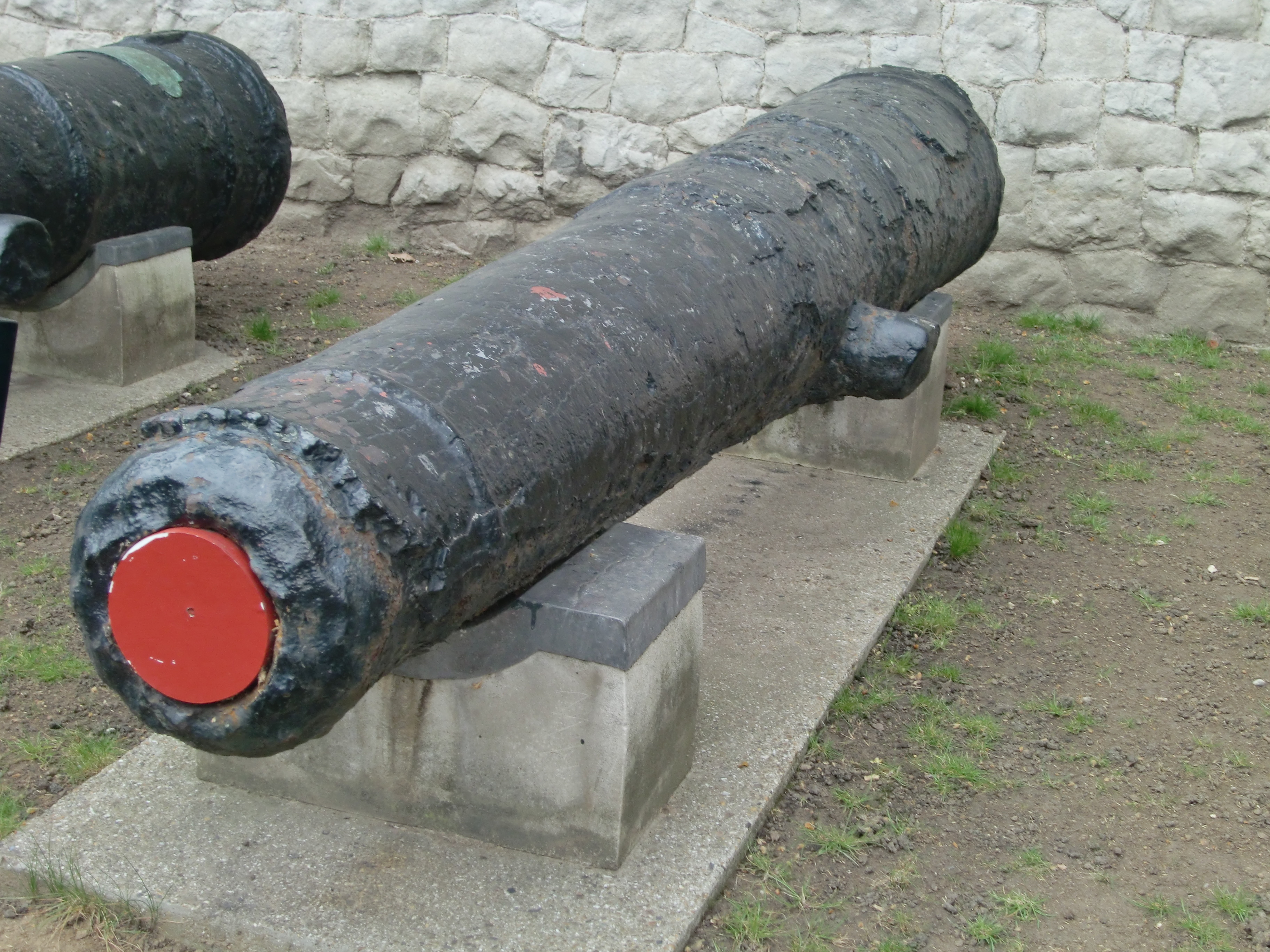
Canon de 32 livres du HMS Edgar (en), exposé à la tour de Londres.
Système d'ouverture d'un sabord de vaisseau.
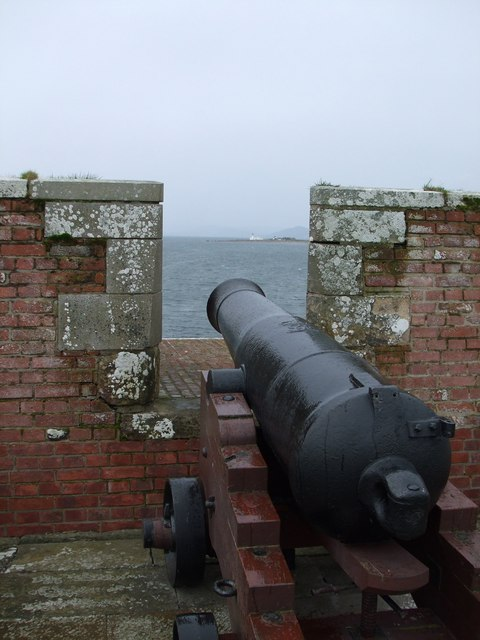
Canon de 32 armant le fort George, au bord du Moray Firth en Écosse.

## Tir et effets

Schéma du chargement d'un canon :
1 : boulet bloqué par deux valets
2 : gargousse contenant la poudre
3 : lumière permettant la mise à feu.

Les munitions tirées sont soit un boulet rond (round shot) destiné à défoncer la coque de l'ennemi, à démonter son artillerie, à tuer son équipage ou à briser ses mâts (à très courte distance on peut charger deux boulets à la fois), soit un boulet chaîné ou barré (chain-shot ou bar-shot) destiné à déchirer les voiles et les cordages de l'adversaire, soit une « grappe de raisin » (grappeshot) destinée à hacher l'équipage ennemi.
Un équipage britannique très entrainé arrivait à la cadence d'un coup toutes les 90 secondes. La mise à feu est garantie par l'emploi de platine à silex (flintlock).
Propulsé par l'explosion d'une gargousse remplie d'environ cinq kilogrammes (11 pound) ou plus de poudre noire, le boulet peut atteindre la vitesse théorique de 1 600 pieds par seconde (487 m/s), développant donc plus de 1,7 million de joules, ce qui est suffisant à courte portée pour pénétrer la muraille de bois d'un vaisseau ennemi.